# Річард Дженкінс
Річард Дейл Дженкінс (англ. Richard Dale Jenkins; нар. 4 травня 1947, Де-Калб, Іллінойс) — американський актор кіно і телебачення. Акторську кар’єру розпочав на сцені театру Trinity Repertory Company в місті Провіденс, Род-Айленд. В фільмах та серіалах почав регулярно зніматись у 1980-х роках. Знімається переважно у ролях другого плану. Відомий за роллю Натаніеля Фішера старшого у серіалі «Клієнт завжди мертвий», а також по другорядних ролях у багатьох фільмах, серед яких «Іствікські відьми», «Море кохання», «Абсолютна влада», «Гуртом дешевше», «Зведені брати», «Прочитати і спалити», «Хижа у лісі», «Джек Річар», «Костяний томагавк». У 2018 році за фільм «Форма води» режиссера Гільєрмо дель Торо, отримав номінації на премії «Оскар», «Золотий глобус», Гільдії кіноакторів США за найкращу роль другого плану.

## Біографія

### Ранні роки життя
Дженкінс народився і виріс у місті Де-Калб, штату Іллінойс. Його мати Мері Елізабет була домогосподаркою, а його батько Дейл Стівенс Дженкінс був дантистом. Дженкінс закінчив середньозагальну школу цього міста. Перед тим як стати актором працював водієм вантажівки, його босом був батько актора Джона Рейлі. Закінчивши іллінойський університет (Illinois Wesleyan University) та отримавши вчену ступінь у театральній справі Дженкінс переїзждає до Род-Айленда де розпочинає акторську кар’єру.

### Акторська кар'єра
Коли Дженкінс почав працювати в театрі Trinity Repertory Company в місті Провіденс, Род-Айленд, він отримав нагоду зіграти дріб’язкову роль у телевізійному фільмі 1974 року «Банкетуючі з пантерами» (Feasting with Panthers), про життя Оскара Вайлда, ця невеличка роль дала йому змогу приєднатися до Гільдії кіноакторів США.  Почав регулярно зніматись у 1980-х роках, отримав ролі в успішних і популярних фільмів того часу, серед яких «Сільверадо» (1985), «Іствікські відьми» (1987), «Море кохання» (1989). В цей час він продовжує працювати у театрі Trinity Repertory Company, а також впродовж 1990-1994 років стає його художнім керівником. Далі Дженкінс все більше заглиблюється у роботу не тільки в кінофільмах, а й в серіалах. В одному з яких «Клієнт завжди мертвий» (2001-2005) зіграв роль Натаніеля Фішера старшого, у 21 епізоді. Пізніше знявся у мінісеріалі від HBO «Олівія Кіттерідж» (2014), за який отримав нагороду Прайм-тайм премію «Еммі» у категорії «Найкращий актор у мінісеріалі або фільмі», а також здобув номінації Премія Гільдії кіноакторів США та Премія Супутник у категоріях найкращий актор у мінісеріалі або телефільмі. За фільм «Форма води» (2017), отримав номінації на премії «Оскар», «Золотий глобус», Гільдії кіноакторів США за найкращу роль другого плану.

### Особисте життя
Дженкінс одружений з балетмейстеркою Шенон Р. Фрідрік з 1969 року, має з нею двох дітей.

## Фільмографія
| Рік       |   | Українська назва                           | Оригінальна назва                       | Роль                      |
| --------- | - | ------------------------------------------ | --------------------------------------- | ------------------------- |
| 1984      | с | Американський театр                        | American Playhouse                      | Ніколас Ваззанза          |
| 1985      | ф | Сільверадо                                 | Silverado                               | Келлі                     |
| 1985      | с | Спенсер: Для найму                         | Spenser: For Hire                       | Текс                      |
| 1985      | с | Поліція Маямі                              | Miami Vice                              | Гудман                    |
| 1986      | ф | Ганна та її сестри                         | Hannah and Her Sisters                  | доктор Вілкерс            |
| 1986      | ф | Молодша сестра                             | The Little Sister                       | Роджер Девіс              |
| 1986      | ф | Проєкт Мангеттен                           | The Manhattan Project                   | офіцер                    |
| 1986      | ф | День Святого Валентина                     | On Valentine's Day                      | Боббі Пейт                |
| 1987      | ф | Річка Рейчел                               | Rachel River                            | Корделл                   |
| 1987      | ф | Іствікські відьми                          | The Witches of Eastwick                 | Клайд Олден               |
| 1987      | ф | Залицяння                                  | Courtship                               | Боббі Пейт                |
| 1988      | ф | На службі: Вбивства ФБР                    | In the Line of Duty: The F.B.I. Murders | агент Ганлон              |
| 1988      | ф | Малий Нікіта                               | Little Nikita                           | Річард Грант              |
| 1988      | ф | Викрадаючи домівку                         | Stealing Home                           | Генк Чендлер              |
| 1989      | ф | На зовнішній межі                          | Out on the Edge                         | Пол Еветтс                |
| 1989      | ф | Море кохання                               | Sea of Love                             | Грубер                    |
| 1989      | ф | Блейз                                      | Blaze                                   | Пікуюн                    |
| 1989      | ф | Як я потрапив у коледж                     | How I Got into College                  | Біл Браун                 |
| 1990      | ф | Коли ти мене згадаєш                       | When You Remember Me                    | Воган                     |
| 1990      | ф | Челенжер                                   | Challenger                              | Грегорі Джарвіс           |
| 1990      | ф | Блакитна сталь                             | Blue Steel                              | прокурор Мел Доусон       |
| 1990      | с | Всупереч закону                            | Against the Law                         | Вексфорд                  |
| 1990      | ф | Занепалий ангел                            | Descending Angel                        | Дебодт                    |
| 1991      | ф | Виверт                                     | Doublecrossed                           | Джим Дональдсон           |
| 1992      | с | Перехрестя                                 | Crossroads                              | Джим Манді                |
| 1993      | с | Королева Алекса Гейлі                      | Alex Haley's Queen                      | містер Бенсон             |
| 1993      | ф | Група продовжує грати                      | And the Band Played On                  | Марк Конент               |
| 1993      | ф | Родина Блюз під прикриттям                 | Undercover Blues                        | Френк                     |
| 1994      | ф | Це могло трапитися з вами                  | It Could Happen to You                  | Вернон Гейл               |
| 1994      | ф | Упіймані в раю                             | Trapped in Paradise                     | агент Шаддус Пейсер       |
| 1994      | ф | Вовк                                       | Wolf                                    | детектив Бріджер          |
| 1995      | ф | Як зробити американську ковдру             | How to Make an American Quilt           | Говелл Сандерс            |
| 1995      | ф | Індіанець у шафі                           | The Indian in the Cupboard              | Віктор                    |
| 1996      | ф | Біда біду тягне                            | Flirting with Disaster                  | Пол Гармон                |
| 1996      | ф | Диван у Нью Йорку                          | A Couch in New York                     | Кемптон                   |
| 1996      | ф | Едді                                       | Eddie                                   | Карл Зіммер               |
| 1996      | ф | Хлопці по сусідству                        | The Boys Next Door                      | Боб Кемпер                |
| 1997      | ф | Смерть на Евересті                         | Death on Everest                        | Бек Везерс                |
| 1997      | ф | Око боже                                   | Eye of God                              | Віллард Спраг             |
| 1997      | ф | Абсолютна влада                            | Absolute Power                          | Майкл Маккарті            |
| 1998      | ф | Дещо про Мері                              | There's Something About Mary            | психіатр                  |
| 1998      | ф | Самозванці                                 | The Impostors                           | Джонні Лагуард            |
| 1999      | ф | Випадкові серця                            | Random Hearts                           | Труман Трейнор            |
| 1999      | ф | Сніг падаючий на кедр                      | Snow Falling on Cedars                  | шеріф Арт Морен           |
| 1999      | ф | Загін «Стиляги»                            | The Mod Squad                           | Боб Мазерсед              |
| 1999      | ф | За межами передбачливості                  | Outside Providence                      | Барні                     |
| 1999      | ф | Сповідь                                    | The Confession                          | Касс О'Донелл             |
| 2000      | ф | З якої ти планети                          | What Planet Are You From?               | Дон Фіск                  |
| 2000      | ф | Я, знову я та Ірен                         | Me, Myself & Irene                      | агент Бошейн              |
| 2001      | с | Еллі МакБіл                                | Ally McBeal                             | містер Бо                 |
| 2001—2005 | с | Клієнт завжди мертвий                      | Six Feet Under                          | Натаніель Фішер           |
| 2001      | ф | Скажи, що це не так                        | Say It Isn't So                         | Волтер Вінгфілд           |
| 2001      | ф | Людина, якої не було                       | The Man Who Wasn't There                | Уолтер Абундас            |
| 2001      | ф | Ніч у барі Мак-Кула                        | One Night at McCool's                   | пастор Джиммі             |
| 2002      | ф | Викрадаючи Гарвард                         | Stealing Harvard                        | Емметт Кук                |
| 2002      | ф | Батьківські гріхи                          | Sins of the Father                      | Боббі Френк Чері          |
| 2002      | ф | У чужому ряді                              | Changing Lanes                          | Волтер Арнелл             |
| 2003      | ф | Гуртом дешевше                             | Cheaper by the Dozen                    | Шейк МакГвайєр            |
| 2003      | ф | Нестерпна жорстокість                      | Intolerable Cruelty                     | Фредді Бендер             |
| 2003      | ф | Земне ядро: Кидок у пекло                  | The Core                                | Томас Перселл             |
| 2003      | ф | Мамин синок                                | The Mudge Boy                           | Едгар Мадж                |
| 2004      | ф | Потанцюймо?                                | Shall We Dance?                         | Девайн                    |
| 2004      | ф | Змова                                      | I Heart Huckabees                       | містер Гутен              |
| 2005      | ф | Аферисти Дік та Джейн розважаються         | Fun with Dick and Jane                  | Френк Баскомб             |
| 2005      | ф | Ходять чутки                               | Rumor Has It                            | Ерл Гаттінгер             |
| 2005      | ф | Північна країна                            | North Country                           | Генк Еймс                 |
| 2007      | ф | Королівство                                | The Kingdom                             | Роберт Грейс              |
| 2008      | ф | Відвідувач                                 | The Visitor                             | Волтер Вейл               |
| 2008      | ф | Віддзеркалення                             | The Broken                              | Джон Маквей               |
| 2008      | ф | Зведені брати                              | Step Brothers                           | Роберт Добак              |
| 2008      | ф | Прочитати і спалити                        | Burn After Reading                      | Тед Треффон               |
| 2008      | ф | Пригоди Десперо                            | The Tale of Despereaux                  | озвучка, директор школи   |
| 2009      | ф | В очікуванні вічності                      | Waiting for Forever                     | Річард Твіст              |
| 2010      | ф | Щасливі разом                              | happythankyoumoreplease                 | Пол                       |
| 2010      | ф | Любий Джон                                 | Dear John                               | Білл Тайрі                |
| 2010      | ф | Їсти молитися кохати                       | Eat Pray Love                           | Річард                    |
| 2010      | ф | Норман                                     | Norman                                  | Даг Лонг                  |
| 2010      | ф | Впусти мене                                | Let Me In                               | Томас                     |
| 2011      | ф | Друзі по сексу                             | Friends with Benefits                   | Гарпер                    |
| 2011      | ф | Ромовий щоденник                           | The Rum Diary                           | Едвард Лоттерман          |
| 2011      | ф | Безшлюбний тиждень                         | Hall Pass                               | Коклі                     |
| 2012      | ф | Гуманітарні науки                          | Liberal Arts                            | Пітер Гоберґ              |
| 2012      | ф | Дорогий друже                              | Darling Companion                       | Рассел                    |
| 2012      | ф | Хижа у лісі                                | The Cabin in the Woods                  | Стів Гедлі                |
| 2012      | ф | Пограбування казино                        | Killing Them Softly                     | водій                     |
| 2012      | ф | Джек Річер                                 | Jack Reacher                            | Алекс Родін               |
| 2012      | ф | Приємне товариство                         | The Company You Keep                    | Джет Льюїс                |
| 2013      | ф | Штурм Білого дому                          | White House Down                        | Елай Рефелсон             |
| 2013      | ф | Турбо                                      | Turbo                                   | озвучка, Боббі            |
| 2013      | ф | Дорослі діти після розлучення              | Adult Children of Divorce               | Г'ю                       |
| 2014      | с | Олівія Кіттерідж                           | Olive Kitteridge                        | Генрі Кіттерідж           |
| 2014      | ф | Божа кишеня                                | God's Pocket                            | Річард Шелберн            |
| 2014      | ф | Миля за 4 хвилини                          | 4 Minute Mile                           | тренер Колмен             |
| 2014      | ф | Колискова                                  | Lullaby                                 | Роберт                    |
| 2015      | ф | Кістяний томагавк                          | Bone Tomahawk                           | Чікорі                    |
| 2015      | ф | У центрі уваги                             | Spotlight                               | Річард Сайп               |
| 2016      | ф | Родина Голларів                            | The Hollars                             | Дон Голлар                |
| 2016      | ф | Л.Б.Д.                                     | LBJ                                     | Річард Рассел             |
| 2016—2019 | с | Берлінська резидентура                     | Berlin Station                          | Стівен Фрост              |
| 2017      | ф | Конг: Острів Черепа                        | Kong: Skull Island                      | сенатор Ел Вілліс         |
| 2017      | ф | Форма води                                 | The Shape of Water                      | Джилес                    |
| 2017      | с | Товариш детектив                           | Comrade Detective                       | озвучка, Влад Ангел       |
| 2020      | ф | Каджильйонер                               | Kajillionaire                           | Роберт Шепард             |
| 2020      | ф | Остання зміна                              | The Last Shift                          | Стенлі                    |
| 2021      | ф | Люди                                       | The Humans                              | Ерік Блейк                |
| 2021      | ф | Алея жаху                                  | Nightmare Alley                         | Езра Гріндл               |
| 2022      | с | Дамер – Чудовисько: Історія Джеффрі Дамера | Monster: The Jeffrey Dahmer Story       | Ліонель Дамер             |
| 2024      | ф | Уявні друзі                                | IF                                      | анімаційна фігура (голос) |

## Нагороди та номінації
| Нагорода                          | Рік  | Категорія                                                       | Робота                                     | Результат |
| --------------------------------- | ---- | --------------------------------------------------------------- | ------------------------------------------ | --------- |
| Оскар                             | 2009 | Найкраща чоловіча роль                                          | Відвідувач                                 | Номінація |
| Оскар                             | 2018 | Найкраща чоловіча роль другого плану                            | Форма води                                 | Номінація |
| Золотий глобус                    | 2018 | Найкраща чоловіча роль другого плану — кінофільм                | Форма води                                 | Номінація |
| Золотий глобус                    | 2023 | Найкраща чоловіча роль другого плану — мінісеріал або телефільм | Дамер – Чудовисько: Історія Джеффрі Дамера | Номінація |
| Еммі                              | 2015 | Найкраща чоловіча роль у мінісеріалі або телефільмі             | Олівія Кіттерідж                           | Перемога  |
| Премія Гільдії кіноакторів США    | 2002 | Найкращий акторський склад у драматичному серіалі               | Клієнт завжди мертвий                      | Номінація |
| Премія Гільдії кіноакторів США    | 2009 | Найкраща чоловіча роль                                          | Відвідувач                                 | Номінація |
| Премія Гільдії кіноакторів США    | 2015 | Найкраща чоловіча роль у мінісеріалі або телефільмі             | Олівія Кіттерідж                           | Номінація |
| Премія Гільдії кіноакторів США    | 2018 | Найкраща чоловіча роль другого плану                            | Форма води                                 | Номінація |
| Супутник                          | 2008 | Найкращий актор — драма                                         | Відвідувач                                 | Перемога  |
| Супутник                          | 2015 | Найкращий актор у мінісеріалі або телефільмі                    | Олівія Кіттерідж                           | Номінація |
| Супутник                          | 2023 | Найкращий актор другого плану — телебачення                     | Дамер – Чудовисько: Історія Джеффрі Дамера | Номінація |
| Кінопремія «Вибір критиків»       | 2009 | Найкращий актор                                                 | Відвідувач                                 | Номінація |
| Кінопремія «Вибір критиків»       | 2018 | Найкращий актор другого плану                                   | Форма води                                 | Номінація |
| Вибір телевізійних критиків       | 2015 | Найкращий актор у мінісеріалі або телефільмі                    | Олівія Кіттерідж                           | Номінація |
| Сатурн                            | 2022 | Найкращий кіноактор другого плану                               | Алея жаху                                  | Номінація |
| Незалежний дух                    | 1997 | Найкращий актор другого плану                                   | Загравати з лихом                          | Номінація |
| Незалежний дух                    | 2009 | Найкращий актор                                                 | Відвідувач                                 | Номінація |
| Незалежний дух                    | 2016 | Найкращий актор другого плану                                   | Кістяний томагавк                          | Номінація |
| Національна рада кінокритиків США | 2008 | Spotlight Award                                                 | Відвідувач                                 | Перемога  |